# マラウイの政治
マラウイの政治（まらういのせいじ）は、間接民主制による共和政治で執り行われている。また、大統領制が導入されており、マラウイの大統領は元首と政府の長および党の代表者を兼ねた地位となっている。行政権を行使するのは内閣であり、立法権は内閣と国民議会（国会）が有するほか、司法権は立法および行政から独立している。
マラウイの政界に多党制民主主義が導入されたのは1994年であり、現在も多党制政治が行われている。

## 概要
マラウイは19世紀末からイギリスの保護領下に置かれ、ニヤサランド保護領と呼ばれていた。保護領下では白人入植者の権限が極めて強く、先住民族の参政権などを含む諸権利は強く制限されていた。第二次世界大戦後、アフリカ諸国では独立の気運が高まり、1957年にサハラ以南のブラックアフリカの独立国家第一号としてガーナが誕生したのを初めとして、1960年にアフリカの年と呼ばれる17カ国もの国家が独立を迎えた。ローデシア・ニヤサランド連邦内でも1950年代後半には黒人による反乱が発生しており、イギリスによる連邦政府の維持が既に困難な状態となっていた。
そのような状況の中、マラウイがイギリス保護領から独立するきっかけの1つとなったものに、1961年の選挙におけるマラウイ会議党の大勝がある。この選挙においてマラウイ会議党は53議席中の50議席、白人指定の3議席を除いた全議席を獲得したのであった。その結果、1962年に自治権を獲得し、翌1963年にはマラウイ会議党の指導者であったヘイスティングズ・カムズ・バンダが首相へ就任、1964年には英連邦王国の一員として独立に至り、1966年にはマラウイ共和国が成立、バンダは大統領へと就任する。
しかし、1964年の選挙は全ての候補者がマラウイ会議党であったため、実際の投票は行われなかった。その後バンダは、1966年に憲法によってマラウイ会議党以外の政党は非合法とし、一党制体制を確立。1970年には国会においてバンダを"終身大統領"とすることが議決された。そして、選挙の候補者はバンダが決定を行い、対立候補の無い信任投票か、あるいは無投票で当選した。さらに、1983年以降は事実上党で第2の地位である幹事長を空席とし、さらなる権力の集中を図っていた。
1991年に入り、南アフリカ共和国大統領であったフレデリック・ウィレム・デクラークがアパルトヘイトを法的に廃止したことを受け、バンダの独裁政治に対する国内外からの批判が高まってきた。そのためバンダは、1993年に一党制の維持か多党制の導入かをめぐって国民投票で是非を問うことを決定。投票の結果、有権者のおよそ3分の2が多党制導入に賛成したため、翌1994年から多党制が導入されることが決定された。1994年に行われたマラウイ初の多党制選挙では、統一民主戦線のバキリ・ムルジが勝利し、1964年以来の30年以上にわたるバンダの独裁は終わりをむかえた。
その後、1999年の選挙でもムルジは再選され、任期が2004年までの第2期目を務めた。なお、2002年には憲法の大統領の3選禁止規定を改正しようとしたが、国民からの反発をうけて失敗に終わっている。2004年の選挙にはムルジの後継者であったビング・ワ・ムタリカが当選したが、ムタリカはムルジおよび所属党の統一民主戦線と対立、民主進歩党を起こして少数与党として苦しい政策展開を行うこととなった。なお、2009年の選挙ではムタリカが圧勝、民主進歩党も単独過半数を獲得し、安定政権となった。
なお、アメリカのNGOであるフリーダム・ハウスが発表する「世界の自由度2009」において、マラウイは政治的自由と市民的自由の双方で4の評価を得ている。この評価は1から7の7段階評価で行われ、1に近いほど高い評価とされる。

## 大統領と副大統領

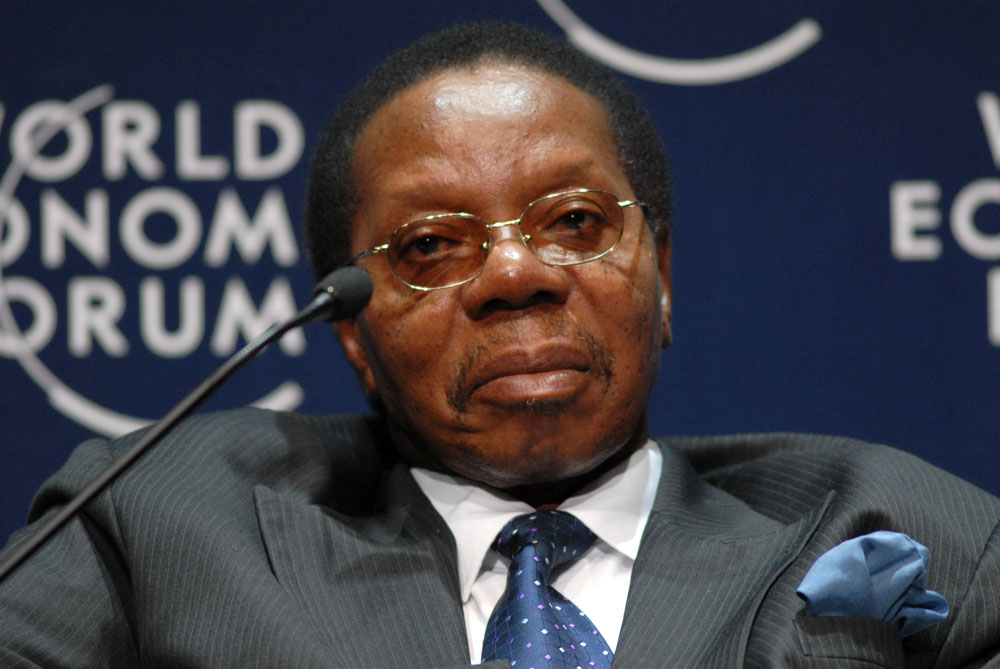
マラウイの第3代大統領であるビング・ワ・ムタリカ

以下に2024年6月時点の大統領と副大統領を示す。
| 地位     | 名前                   | 所属党     | 就任時期  |
| -------- | ---------------------- | ---------- | --------- |
| 大統領   | ラツルス・チャクウェラ | 民主進歩党 | 2020年6月 |
| 副大統領 | （空席）               | （空席）   | 2024年6月 |

1995年の憲法により、国家元首かつ政府の長たる大統領は、5年ごとに直接選挙により選ばれるほか、大統領の3選禁止が規定されている。副大統領は、大統領とともに選挙で選出される。大統領には第二副大統領を任命する選択権があるが、これは大統領が所属する政党以外から選ばなければならない。また、内閣のメンバーは、国会議員、非国会議員のいずれを任命しても構わない。
統一民主戦線のバキリ・ムルジ元大統領は1994年5月21日から2004年5月まで大統領の地位にあり、1999年に行われた二選目の大統領選挙では52.4%の得票を得て、45.2%の得票であった民主同盟代表のグアンダ・チャクアンバに勝利し、再任されている。2004年の選挙では、統一民主戦線所属でムワジの支持を受けたビング・ワ・ムタリカが、チャクアンバを10%もの得票差で制して大統領へ就任した。2014年の選挙では民主進歩党のピーター・ムタリカが当選し、2019年の選挙でも再任されたが、憲法裁判所は不正があったとして選挙のやり直しを命じた。

## 国民議会
マラウイは194議席からなり、5年おきの小選挙区制の選挙で選ばれる。なお、憲法には元老院80議席を置くことに関する記述もあるが、これが実際に作られようとした例は現在のところない。この元老院は、伝統的指導者や各地域の代表者、女性、若者、障害者などの様々なカテゴリに属する人材から代表者を選出するためのものであるとされる。

## 政党と選挙
2010年1月時点で、直近にあった選挙は2009年5月19日に行われたものである。この選挙において、民主進歩党のビング・ワ・ムタリカが65.98%の得票を得て圧勝し、ムタリカの大統領2期目が決定した。また、民主進歩党自体も194議席中の114議席を獲得し、単独過半数を達成した。

### 2009年5月19日に行われた大統領選挙の結果
| 候補者                     | 所属政党       | 得票数    | 得票率 |
| -------------------------- | -------------- | --------- | ------ |
| ビング・ワ・ムタリカ       | 民主進歩党     | 2,946,103 | 65.98  |
| ジョン・テンボ             | マラウイ会議党 | 1,370,044 | 30.69  |
| カムズ・チバンボ           | 人民変革党     | 35,167    | 0.79   |
| スタンリー・ムサウリ       | 共和党         | 33,887    | 0.76   |
| ラブネス・ゴンドウェ       | 新しい虹の連合 | 32,160    | 0.72   |
| ジェームス・ニョンド       | 無所属         | 27,328    | 0.61   |
| ディンディ・ゴワ・ニャスル | 民主同盟       | 20,151    | 0.45   |
| 合計                       | 合計           | 4,464,840 | 100.00 |
| 出典: mec.org.mw           |                |           |        |

### 2009年5月19日に行われた国民議会総選挙の結果
| 政党名                     | 得票数 | 得票率 | 議席数 |     |
| -------------------------- | ------ | ------ | ------ | --- |
| 民主進歩党                 |        |        | 114    |     |
| マラウイ会議党             |        |        | 26     |     |
| 統一民主戦線               |        |        | 17     |     |
| 民主同盟                   |        |        | 1      |     |
| マラビ人民党               |        |        | 1      |     |
| マラウイ統一開発フォーラム |        |        | 1      |     |
| 無所属                     |        |        | 32     |     |
| 欠員 （候補者の死亡）      |        |        | 1      |     |
| 合計                       | 193    | 193    | 193    | 193 |
| 出典: IPU                  |        |        |        |     |

## 司法機関
マラウイの憲法は、行政、立法、司法の三権分立を規定している。また、マラウイの司法制度は旧宗主国であるイギリスの司法制度に基づき、3審制であり、下級裁判所、高等裁判所、最高裁判所の3つの審判部から成っている。なお、アムネスティ・インターナショナルによれば、マラウイは死刑を在置しているが執行停止中の国家に区分されている。

## 地方行政
2009年現在、マラウイの行政区画は北部州、中部州、南部州の3つに大きく分けられており、その中に計28の県が置かれている。これら州の地方行政官や県知事は中央政府から指名される。地方選挙として初めて多党制が導入された2000年11月21日の選挙では、該当選挙区のうちの70%の議席を統一民主戦線が獲得した。
北部州
- 10 - チティパ県(Chitipa)
- 11 - カロンガ県(Karonga)
- 15 - ルンピ県(Runphi)
- 13 - ムジンバ県(Mzimba)
- 14 - カタベイ県(Nkhata Bay)
- 12 - リコマ県(Likoma)

中部州
- 3 - カスング県(Kasungu)
- 8 - ンチシ県(Ntchisi)
- 2 - ドーワ県(Dowa)
- 5 - ムチンジ県(Mchinji)
- 6 - コタコタ県(Nkhotakota)
- 9 - サリマ県(Salima)
- 4 - リロングウェ県(Lilongwe)
- 1 - デッザ県(Dedza)
- 7 - ンチェウ県(Ntcheu)

南部州
- 21 - マンゴチ県(Mangochi)
- 16 - バラカ県(Balaka)
- 17 - ブランタイヤ県(Blantyre)
- 20 - マチンガ県(Machinga)
- 27 - ゾンバ県(Zomba)
- 19 - チラズル県(Chiradzulu)
- 23 - ムワンザ県(Mwanza)
- 25 - チョロ県(Tyolo)
- 22 - ムランジェ県(Mulanje)
- 26 - パロンベ県(Phalombe)
- 18 - チクワワ県(Chikwawa)
- 24 - ンサンジェ県(Nsanje)
- 28 - ネノ県(Neno)

## 政治運営に関与している国際組織

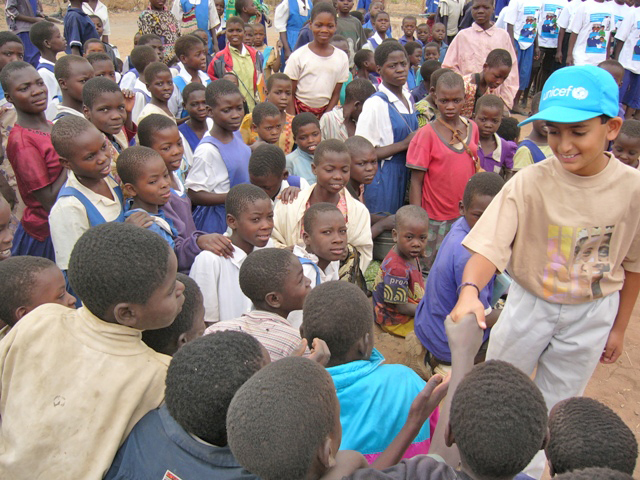
マラウイで活動するユニセフ

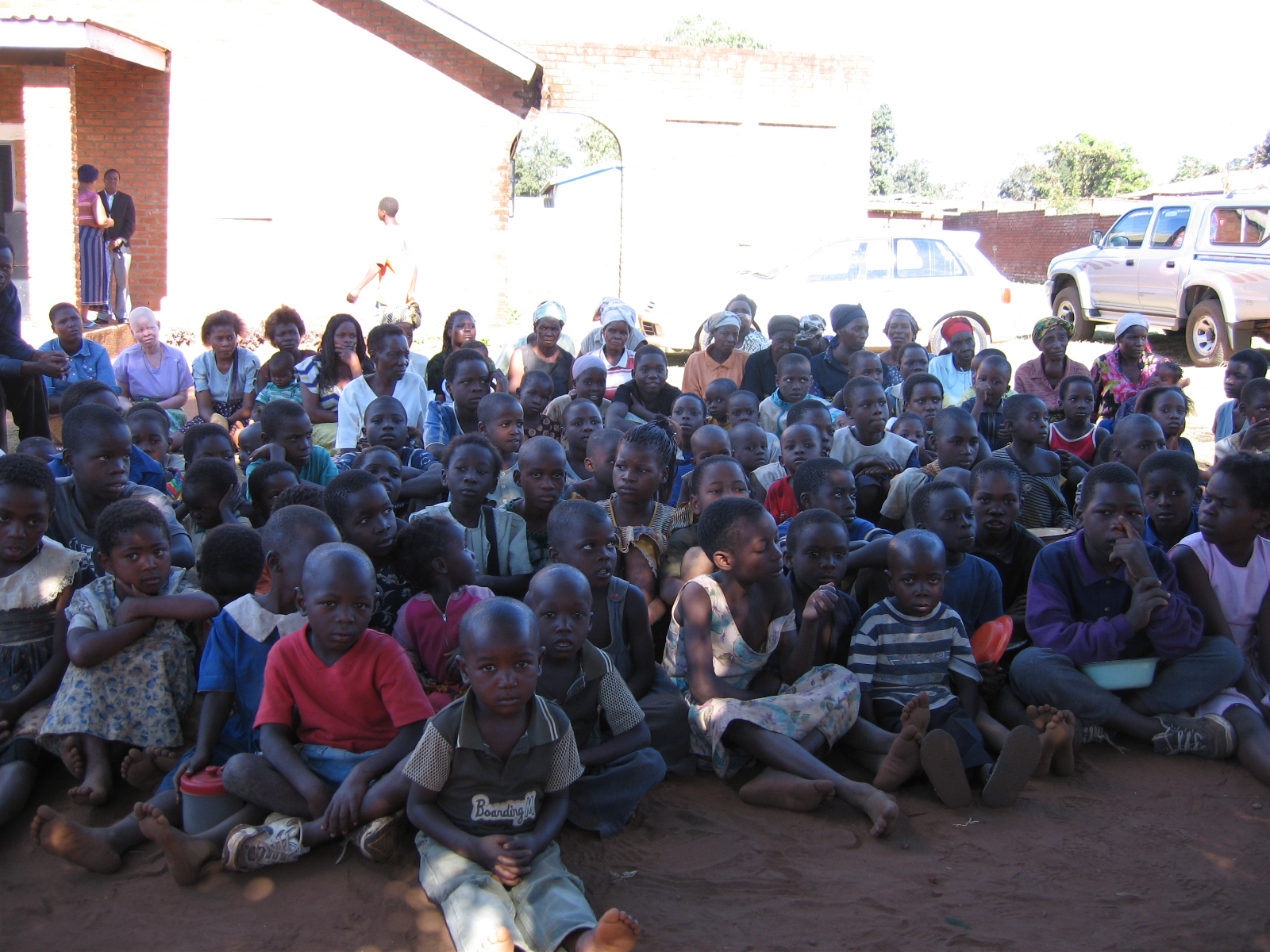
マラウイでは成人の10%近くがHIVに感染しているために孤児が増加しており、WHOなど多くの団体が啓蒙活動や医療活動を行っている。

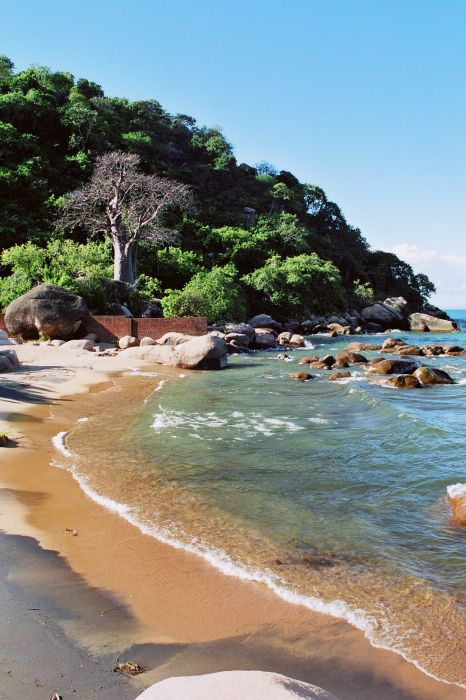
ユネスコにより、マラウイ湖とチョンゴニの岩絵地域の二箇所が世界遺産に登録されている。この写真はマラウイ湖である。

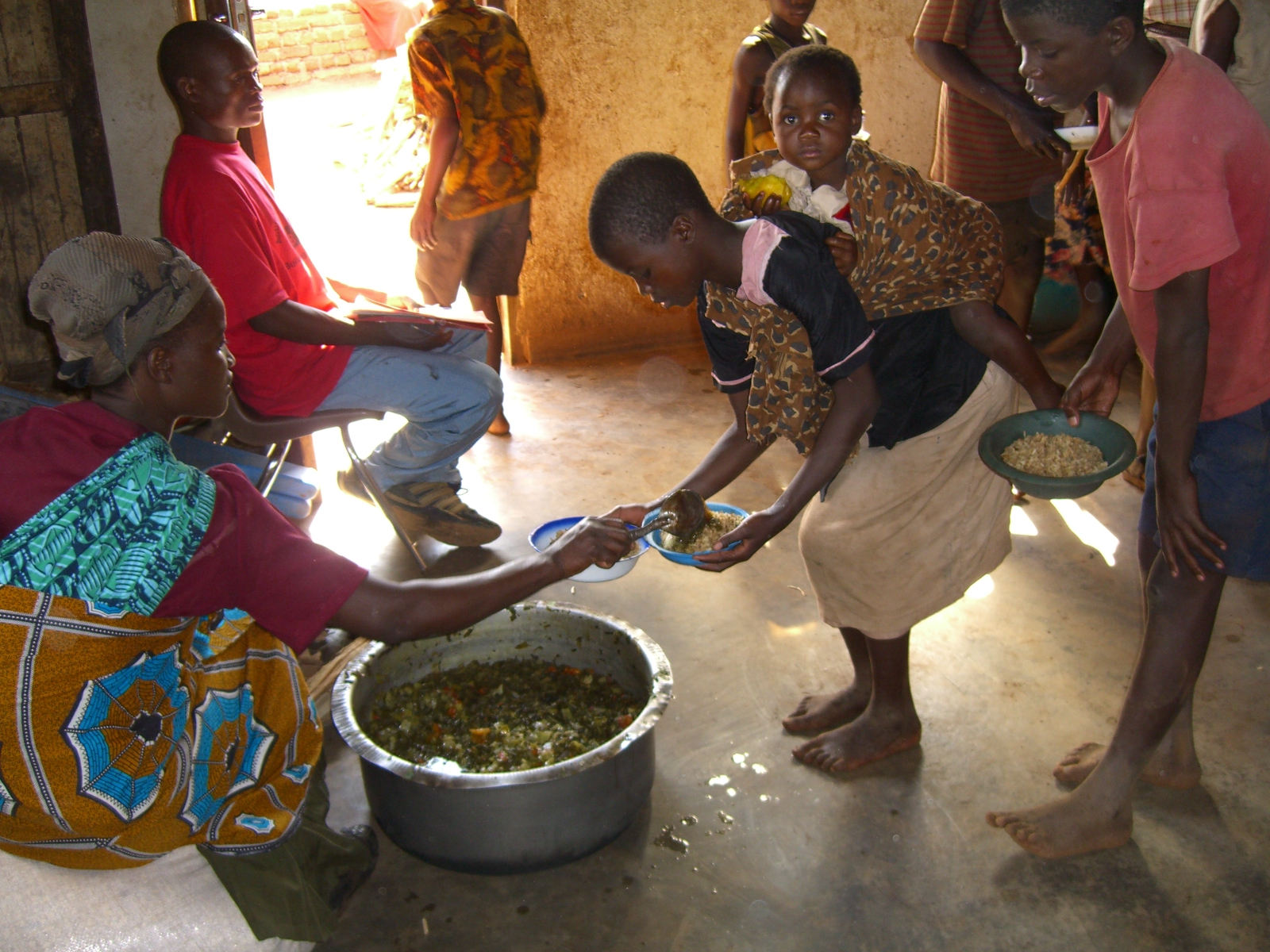
食糧支援を受けるリロングウェ近郊の住民。

- アフリカ・カリブ海・太平洋諸国（African, Caribbean, and Pacific Group of States：ACP）
- アフリカ開発銀行（African Development Bank：AfDB）
- イギリス連邦（Commonwealth of Nations：C）
- 世界税関機構（Customs Cooperation Council：CCC）
- アフリカ経済委員会（Economic Commission for Africa：ECA）
- 国際連合食糧農業機関（Food and Agriculture Organization：FAO）
- 77ヶ国グループ（Group of 77：G-77）
- 国際復興開発銀行（International Bank for Reconstruction and Development：IBRD）
- 国際民間航空機関（International Civil Aviation Organization：ICAO）
- 国際刑事裁判所（International Criminal Court：ICCt）
- 国際自由労働組合連合（International Confederation of Free Trade Unions：ICFTU）
- 国際赤十字（International Red Cross and Red Crescent Movement：ICRM）
- 国際開発協会（International Development Association：IDA）
- 国際農業開発基金（International Fund for Agricultural Development：IFAD）
- 国際金融公社（International Finance Corporation：IFC）
- 国際赤十字赤新月社連盟（International Federation of Red Cross and Red Crescent Societies：IFRCS）
- 国際労働連盟（International Labour Organization：ILO）
- 国際通貨基金（International Monetary Fund：IMF）
- 国際海事機関（International Maritime Organization：IMO）
- 国際電気通信衛星機構（International Telecommunications Satellite Organization：Intelsat）
- 国際刑事警察機構（International Criminal Police Organization：Interpol）
- 国際オリンピック委員会（International Olympic Committee：IOC）
- 国際標準化機構（International Organization for Standardization：ISO）
- 国際電気通信連合（International Telecommunication Union：ITU）
- 非同盟（Non-Aligned Movement：NAM）
- アフリカ統一機構（Organization of African Unity：OAU）
- 化学兵器禁止機関（Organization for the Prohibition of Chemical Weapons：OPCW）
- 南部アフリカ開発共同体（Southern African Development Community：SADC）
- 国際連合（United Nations：UN）
- 国際連合児童基金（United Nations Children's Fund：UNISEF）
- 国際連合貿易開発会議（United Nations Conference on Trade and Development：UNCTAD）
- 国際連合教育科学文化機関（United Nations Educational, Scientific, and Cultural Organization：UNESCO）
- 国際連合工業開発機関（United Nations Industrial Development Organization：UNIDO）
- 国際連合コソボ暫定行政ミッション（United Nations Interim Administration Mission in Kosovo：UNMIK）
- 万国郵便連合（Universal Postal Union：UPU）
- 世界労働組合連盟（World Federation of Trade Unions：WFTU）
- 世界保健機構（World Health Organization：WHO）
- 世界知的所有権機関（World Intellectual Property Organization：WIPO）
- 世界気象機関（World Meteorological Organization：WMO）
- 世界観光機関（World Tourism Organization：WToO）
- 世界貿易機関（World Trade Organization：WTrO）